# Akeman Street

Het Romeinse wegennet in Brittania rond 150, met Akeman Street in het lichtgroen.

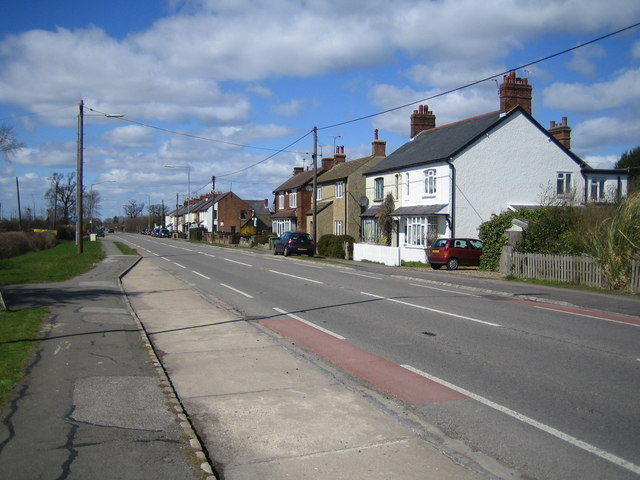
Aylesbury Road in Aston Clinton is Akeman Street.

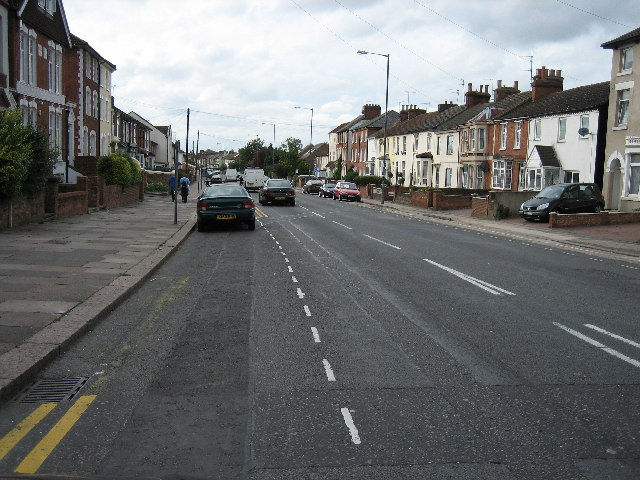
Bicester Road in Aylesbury is Akeman Street.

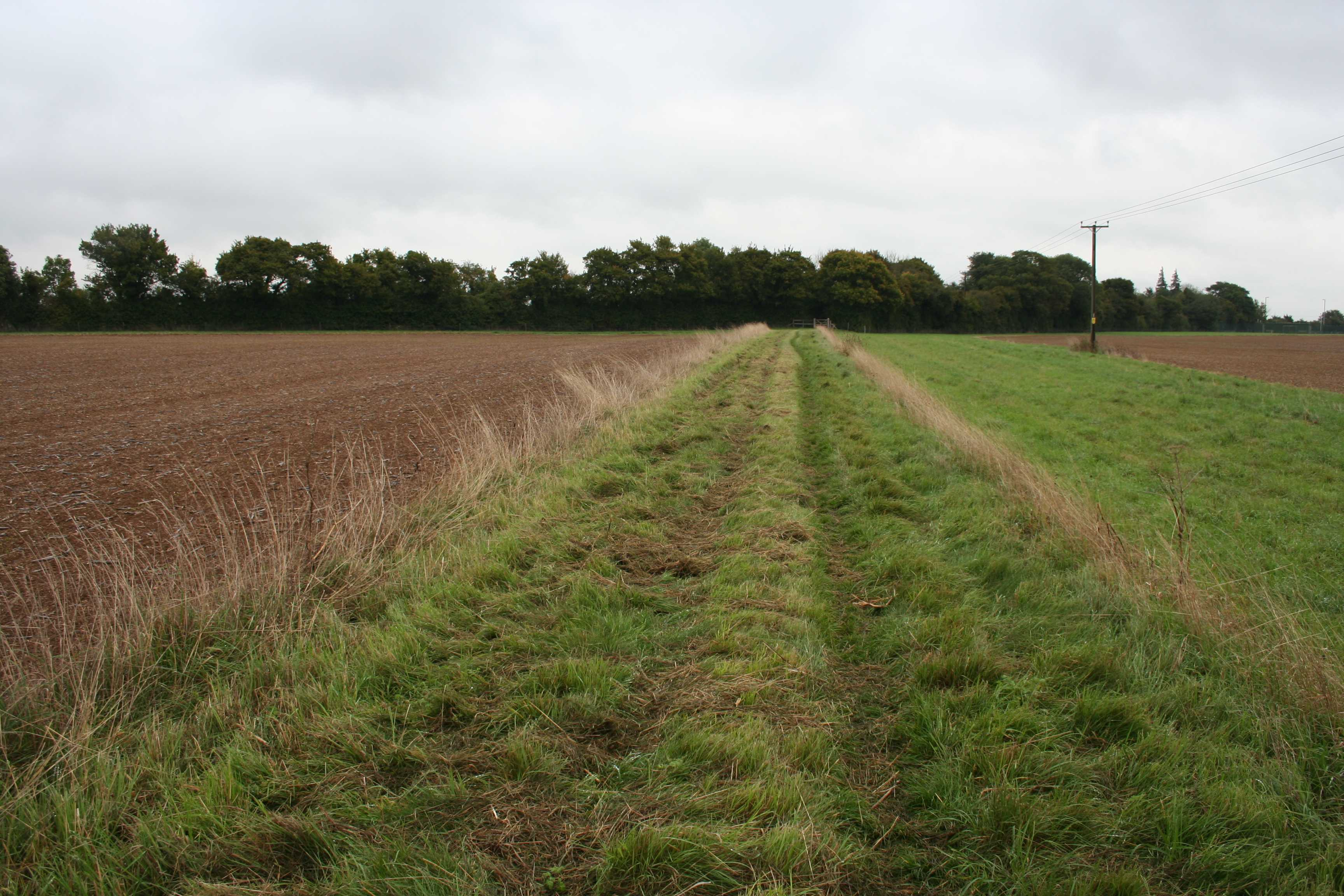
Een wandelpad ten noorden van Woodstock is Akeman Street.

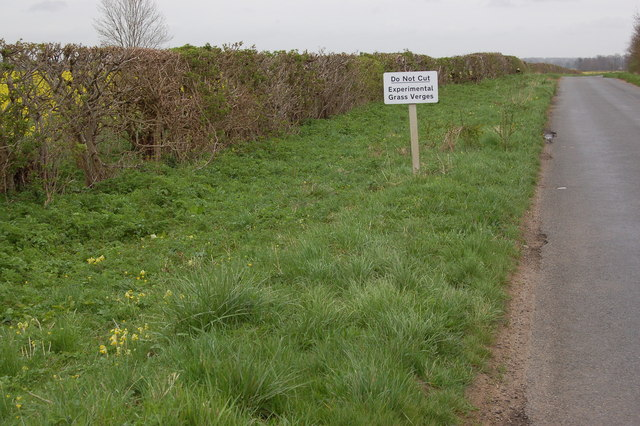
In Gloucestershire is het langste deel van Akeman Street als landweg behouden.

Akeman Street was een belangrijke Romeinse heerweg in de Romeinse provincie Britannia. De weg verbond twee van de grootste steden op het eiland met elkaar, Verulamium (nabij het huidige St Albans) en Corinium Dobunnorum (het moderne Cirencester). De lengte bedroeg 126 km. De weg, waarvan de oorspronkelijke Latijnse naam niet is overgeleverd, is in gebruik geweest van 43 tot 409.
Delen van de route bestaan nog als wandelpad, tractorspoor, landweg, dorpsstraat of interlokale weg. Deze dragen meestal moderne namen, maar in meerdere plaatsen is Akeman Street een gewoon adres met huisnummers.

## Constructie
De weg is kort na de Romeinse verovering van het eiland aangelegd, wellicht door enkele oudere wegen met elkaar te verbinden die al door de Kelten waren aangelegd. Voor zover mogelijk liep het traject kaarsrecht door de bossen en dalen. Na het vertrek van de Romeinen raakte de weg in verval, maar kortere stukken zijn in alle eeuwen onderhouden als belangrijke verkeersweg.
Een opgraving bij Woodstock bracht een fundering van schuin in de richting van de weg opstaande stenen aan het licht, diep ingegraven over een breedte van bijna zes meter. Daarop lag een 30 cm dikke laag aangestampte aarde, grind en graszoden. Aan weerszijden liepen geulen voor de waterafvoer. Bij Chesterton en Alchester is ook uitvoerig archeologisch onderzoek uitgevoerd. Waar mogelijk bouwden de Romeinen hun wegen iets hoger dan het omringende maaiveld om droge voeten te houden. Zelfs op plaatsen waar de weg al eeuwen is verdwenen, kan vaak nog een lijn worden onderscheiden in het reliëf van een weiland of de bosgrond.

## Route
De weg begon als een afsplitsing van Watling Street, die vanuit het commerciële centrum Londinium (Londen) langs Verulamium naar het noordwesten liep. Met een flauwe boog langs Alchester (een Romeins legerkamp even ten zuiden van het huidige Bicester, aangelegd in de winter van 43/44, direct na de invasie) liep Akeman Street naar het westen. Even ten oosten van Corinium eindigde Akeman Street bij de ontmoeting met de Fosse Way, maar de weg die vanaf dat punt de stad in leidde, ging door de hele stad heen om er aan de westkant uit te komen op het amfitheater.
Plaatsen langs de route zijn Hemel Hempstead, Berkhamsted, Tring, Aston Clinton, Aylesbury, Chesterton, Kirtlington, Woodstock (en het terrein van Blenheim Palace), Ramsden, North Leigh en Asthall bij een doorwaadbare plaats in de Windrush rivier. De meeste van deze steden en dorpen danken hun bestaan aan Akeman Street.
De rond 1920 aangelegde A41 tussen Tring en Bicester volgt Akeman Street vrij getrouw. Tussen Tackley en Stonesfield is het pad bijna tien kilometer lang een onderdeel van de langeafstandswandeling op de Oxfordshire Way. Van 1906 tot 1930 was er bij het dorpje Woodham het Akeman Street spoorwegstation. Het Akeman Street vliegveld was een terrein van de Royal Air Force van 10 juli 1940 tot 1 februari 1947 in een weiland ten noorden van Witney. De landingsbaan lag kruislings over Akeman Street.

## Naam
De oorsprong van de naam is niet zeker, maar ligt zonder twijfel in de vroege middeleeuwen. Een verband met het Angelsaksische oak-man is niet uitgesloten, maar de Angelsaksische naam voor de plaats Bath, Acemannesceastre, afgeleid van het Romeinse Aquae Sulis en "castra", lijkt een waarschijnlijker inspiratie. Bath ligt bijna 50 km ten zuidwesten van Cirencester, maar de naam kan eerder gebruikt zijn voor een langere route die doorliep van Cirencester naar Bath.

## Korte Akeman Street
De naam Akeman Street is ook gegeven aan een veel kleinere Romeinse weg, die in noordoostelijke richting liep vanaf Ermine Street naar de Via Devana bij Durolipons (Cambridge) en door, deels waar nu de A10 loopt, langs Ely, The Fens en Denver naar de kust bij Brancaster.